# ARC Caldas
ARC Caldas fue uno de los dos destructores clase Antioquia construidos para la Armada de Colombia durante la década de 1930. Originalmente encargados para la Armada portuguesa, los dos barcos fueron comprados por Colombia mientras aún estaban en construcción. Fue descartado en 1960 y posteriormente desguazado.

## Diseño y Construcción
Los barcos de la clase Antioquia fueron diseñados por el constructor naval británico Yarrow y se basaron en Ambuscade, un prototipo de destructor construido para la Royal Navy en 1926 por Yarrow.  Tenían 323 pies (98,45 m) de largo total y 307 pies (93,57 m) entre perpendiculares, con una manga de 31 pies (9,45 m) y un calado de 11 pies (3,35 m). El barco desplazó 1.219 toneladas largas (1.239 t) con carga estándar y 1.563 toneladas largas (1.588 t) con carga completa.
Los Antioquia estaban propulsados por dos turbinas de vapor con engranajes Parsons-Curtis, cada una de las cuales impulsaba un eje de hélice utilizando vapor proporcionado por tres calderas Yarrow. Las turbinas, con una potencia de 33.000 caballos de fuerza (25.000  kW), estaban destinadas a dar una velocidad máxima de 36 nudos (67 km/h; 41 mph). Los destructores llevaban suficiente combustible para darles un alcance de 5.400 millas náuticas (10.000 km; 6.200 mi) a 15 nudos (28 km/h; 17 mph).
El armamento era similar al de los destructores contemporáneos de la Royal Navy, con un armamento de cuatro cañones Vickers-Armstrong Mk G de 4,7 pulgadas (120 mm) y tres cañones antiaéreos Mk VIII de 2 libras (40 mm (1,6 pulgadas). Se llevaban dos bancos cuádruples de tubos de torpedos de 21 pulgadas (533 mm), mientras que dos lanzadores de cargas de profundidad y 12 cargas de profundidad constituían el armamento antisubmarino de los barcos. Se podrían transportar hasta 20 minas. La dotación de los barcos estaba formada por 147 oficiales y hombres.

## Operación

#### Guerra colombo-peruana
El barco fue encargado originalmente por la Armada portuguesa y nombrado como Douro, pero mientras aún estaba en construcción en el Arsenal de la Armada de Lisboa, la Armada de Colombia lo adquirió después conflicto con Perú debido a la necesidad que se presentó por la falta de barcos de guerra, fue nombrado inicialmente MC Caldas en honor al departamento colombiano del mismo nombre. En mayo de 1934 arriban a Cartagena de Indias junto con el ARC Antioquia

#### El incidente del U-154
ARC Caldas estuvo involucrado en el único enfrentamiento armado de Colombia contra las fuerzas del Eje durante la Segunda Guerra Mundial. en la noche del 29 de marzo de 1944 A las 20.25, en el Mar Caribe y al mando del capitán Aureliano Castro. un vigía a bordo del Caldas avistó un periscopio a babor. Luego de acercarse, en la oscuridad, los colombianos encontraron al U-154 navegando en la superficie. Los alemanes fueron cogidos por sorpresa por la repentina aparición del Caldas y no pudieron activar a tiempo su cañón de cubierta, prefiriendo sumergirse para evitar el fuego del destructor. Según el informe de la Armada de Colombia, los hombres de Caldas alcanzaron dos veces al U-154 con fuego de 105 mm antes de que se sumergiera e intentaron rematarlo con cargas anti-profundidad. Se observó una mancha de petróleo y escombros, lo que parece confirmar el hundimiento del submarino. En total, el enfrentamiento no duró más de tres minutos, y el Caldas se dirigió hacia su puerto, sin buscar supervivientes. Cuando el Caldas llegó a puerto a la mañana siguiente, a las 3:30 de la madrugada, ya se había difundido la noticia de la “victoria” por el director general de la Marina, Teniente Coronel Hernando Mora Angueyra, al Ministro de Guerra, Domingo Espinel García, el U -154 escapó ileso. Utilizando la reserva de emergencia y los tubos lanzatorpedos dañados, los alemanes pudieron simular el derrame de petróleo y los escombros observados por los colombianos y lograron escapar. Finalmente, el U-154 encontró su destino el 3 de julio de 1944 frente a Madeira, cuando fue hundido por el destructor escolta USS Inch y el USS Frost.

#### El incidente del 28 de febrero de 1955
El ARC Caldas perdió ocho tripulantes, arrastrados desde cubierta por una ola en el Mar Caribe el 28 de febrero de 1955, dos horas antes de llegar al puerto de Cartagena.(Este incidente está narrado en el libro de Gabriel García Márquez: "Relato de un náufrago".)

#### Destino final
El destructor continuo en el servicio activo hasta 1960, para ser desguazado en 1961.